# Mr. Collipark
Michael Crooms (född 1957) mer känd som Mr. Collipark, är en hiphop-producent. Han föddes i Orlando. 
Mr. Collipark är grundaren till musikstilen Snap, en subgenre till Hiphop. 

## Diskografi

### Album
- As Seen on TV (2008/2009)

### Produktion
- 2000: "Whistle While You Twerk" (Ying Yang Twins)
- 2001: "Say I Yi Yi" (Ying Yang Twins)
- 2003: "Hottest of the Hot" (B.G.)
- 2003: "What Happenin'" (Ying Yang Twins featuring Trick Daddy)
- 2003: "Naggin'" (Ying Yang Twins)
- 2004: "My World (I Want It)" (B.G.)
- 2004: "Take Ya Clothes Off" (Ying Yang Twins featuring BoneCrusher)
- 2005: "Where Da At" (B.G. featuring Homebwoi)
- 2005: "Gon Get 'Em" (Kadalack Boyz)
- 2005: "Wait (The Whisper Song)" (Ying Yang Twins)
- 2005: "Badd" (Ying Yang Twins featuring Mike Jones & Mr. Collipark)
- 2005: "Trap Star" (Young Jeezy)
- 2005: "Play" (David Banner)
- 2005: "Hit the Floor" (Twista featuring Pitbull)
- 2006: "Shake" (Ying Yang Twins featuring Pitbull)
- 2006: "Bedroom Boom" (Ying Yang Twins featuring Avant)
- 2006: "Ms. New Booty" (Bubba Sparxxx featuring Ying Yang Twins & Mr. Collipark)
- 2006: "Git It" (Bun B featuring Ying Yang Twins)
- 2006: "Heat It Up" (Bubba Sparxxx)
- 2006: "Ay Chico (Lengua Afuera)" (Pitbull)
- 2007: "Dangerous" (Ying Yang Twins featuring Wyclef Jean)
- 2007: "Promise Ring" (Tiffany Evans featuring Ciara)
- 2007: "Soulja Girl" (Soulja Boy)
- 2007: "Drop & Gimme 50" (Mike Jones featuring Hurricane Chris)
- 2008: "Get Silly" (V.I.C.)
- 2008: "Wobble" (V.I.C.)
- 2008: "Firecracker" (Binta Mustapha featuring Hurricane Chris)